# Ein Fall für zwei: Herr Pankraz, bitte!
Herr Pankraz, bitte! ist der Titel der 16. Episode der Krimiserie Ein Fall für zwei mit Günter Strack und Claus Theo Gärtner in den Hauptrollen.
Der Rechtsanwalt Dr. Renz ist in dieser Folge davon überzeugt, dass sein Mandant ein Tötungsdelikt begangen hat. Privatdetektiv Josef Matula versucht, ihn vom Gegenteil zu überzeugen, was ihm schließlich auch gelingt. Erst ganz am Ende stellt sich heraus, dass Dr. Renz vermutlich Recht hatte.

## Handlung
Der des Mordes an dem älteren Professor Wehling verdächtigte Gelegenheitsarbeiter Pankraz bittet Dr. Renz, ihn in der anstehenden Gerichtsverhandlung zu verteidigen. Josef Matula sucht den Tatort auf und lässt sich von der Haushälterin im Haus des Verstorbenen herumführen. Auf dem benachbarten Grundstück befindet sich eine Baustelle. Ein Nachbar bezichtigt den Bauunternehmer Matthis des Mordes. Dieser habe mehrere Anwohner massiv unter Druck gesetzt, um sie zum Verkauf ihrer Immobilien zu bewegen.
Als Mordmotiv wird von mehreren Personen Habgier vermutet, da Pankraz inzwischen über mehrere wertvolle Uhren aus dem Besitz von Professor Wehling verfügt. Es stellt sich heraus, dass Wehlings Tochter selbst nicht recht an diese Theorie glaubt, sondern von ihrem Ehemann in diese Richtung gedrängt wird. Pankraz selbst behauptet, dass er die Uhren von Wehling geschenkt bekommen habe.
Während der Gerichtsverhandlung verhält sich Herr Pankraz unangemessen und wird deswegen mehrfach verwarnt. Die Haushälterin tritt als Zeugin auf und verdächtigt ihn der Tat. Dr. Renz gelingt es, diese Aussage in Frage zu stellen, da sie Herrn Pankraz als Konkurrenten um die Gunst des Professors ansähe und sich um einen Teil des für sie zu erwartenden Erbes betrogen fühle.
Als Matula sich bei den Mitarbeitern von Matthis umhört, wird er niedergeschlagen. Infolgedessen wird auch Dr. Renz, der bislang nicht von einer Tatbeteiligung seitens des Unternehmens ausgegangen war, misstrauisch. Vor Gericht stellt er Matthis kritische Fragen, die dieser jedoch souverän beantwortet. Stattdessen ist es erneut Pankraz, der ausfällig wird und deswegen diesmal sogar des Saales verwiesen wird. Die Staatsanwältin hält Pankraz für den Mörder und beantragt dementsprechend die Verurteilung zu einer lebenslangen Freiheitsstrafe. Sie schränkt allerdings ein, dass diesbezüglich keine Beweise, sondern lediglich Indizien vorlägen.
Frau Rutkowsky sucht Matula auf schildert ihm vertraulich, dass sie ihren Mann verdächtigt, ihren Vater getötet zu haben. Am nächsten Tag erscheint sie jedoch nicht wie vereinbart im Gerichtssaal, um dies auszusagen. Stattdessen wird sie nach einem Selbstmordversuch ins Krankenhaus eingeliefert.
Nachdem Dr. Renz die polizeilichen Ermittlungen als einseitig zulasten des Herrn Pankraz kritisiert hat, wird dieser schließlich freigesprochen, da die belastenden Indizien nicht ausreichend seien. Es gelte somit der Grundsatz „Im Zweifel für den Angeklagten“.
Pankraz erscheint schließlich in der Kanzlei und bedankt sich bei Dr. Renz und Matula für den Freispruch. Er gesteht nun auf einmal freimütig, der Täter gewesen zu sein, behauptet allerdings, es habe sich um Notwehr gehandelt. Kurz darauf stellt er dies alles jedoch wieder in Frage und genießt offenbar die Situation, da das bereits gefällte Urteil endgültig rechtskräftig ist, sofern keine neuen Beweise auftauchen.

## Hintergrund
Die Episode wurde überwiegend im Rhein-Main-Gebiet gedreht. Die Kulisse der Kanzlei von Dr. Renz befand sich im Hotel InterContinental Frankfurt. Während eines Anrufs aus einer Telefonzelle ist im Hintergrund der Turm der Liebfrauenkirche zu sehen.